# ドドマ
ドドマ（スワヒリ語: Dodoma）は、タンザニアの法律上の首都。ドドマ州の州都。

## 概要
ダルエスサラームから西に486km、アルーシャから南に441kmの、同国中央部に位置する小都市で、タンザニア革命党 (CCM) の本部がある。1973年にダルエスサラームからの首都移転計画が企画され、1996年2月には立法府がドドマに移ったが、行政機関を中心とする実質的な首都機能は未だダルエスサラームにある。人口約77万人（2022年推計）。近郊にはライオンロックという愛称で呼ばれる岩山があり、ドドマ市内を見渡すことができる。

## 住民
ドドマ州に多く居住するのはゴゴ族という民族で、通常は男性が演奏する民俗楽器を女性が演奏することで知られている。

## 気候
ステップ気候に属し、一年を通して比較的温暖である。平均最高気温は一年中安定している一方、平均最低気温は10°Cを下回らない。年間降水量は570mmであり、そのほとんどは12月から3月の雨季によるものである。残りの8か月は乾季となる。
| ドドマの気候           | ドドマの気候 | ドドマの気候 | ドドマの気候 | ドドマの気候 | ドドマの気候 | ドドマの気候 | ドドマの気候 | ドドマの気候 | ドドマの気候 | ドドマの気候 | ドドマの気候 | ドドマの気候 | ドドマの気候 |
| 月                     | 1月          | 2月          | 3月          | 4月          | 5月          | 6月          | 7月          | 8月          | 9月          | 10月         | 11月         | 12月         | 年           |
| ---------------------- | ------------ | ------------ | ------------ | ------------ | ------------ | ------------ | ------------ | ------------ | ------------ | ------------ | ------------ | ------------ | ------------ |
| 最高気温記録 °C （°F） | 35 (95)      | 36 (97)      | 34 (93)      | 33 (91)      | 33 (91)      | 32 (90)      | 31 (88)      | 34 (93)      | 33 (91)      | 36 (97)      | 36 (97)      | 36 (97)      | 36 (97)      |
| 平均最高気温 °C （°F） | 29 (84)      | 29 (84)      | 28 (82)      | 28 (82)      | 28 (82)      | 27 (81)      | 26 (79)      | 27 (81)      | 29 (84)      | 31 (88)      | 31 (88)      | 31 (88)      | 29 (84)      |
| 平均最低気温 °C （°F） | 18 (64)      | 18 (64)      | 18 (64)      | 18 (64)      | 16 (61)      | 14 (57)      | 13 (55)      | 14 (57)      | 15 (59)      | 17 (63)      | 18 (64)      | 18 (64)      | 16 (61)      |
| 最低気温記録 °C （°F） | 16 (61)      | 13 (55)      | 15 (59)      | 15 (59)      | 11 (52)      | 9 (48)       | 8 (46)       | 9 (48)       | 11 (52)      | 13 (55)      | 14 (57)      | 14 (57)      | 8 (46)       |
| 降水量 mm （inch）     | 152 (5.98)   | 109 (4.29)   | 137 (5.39)   | 48 (1.89)    | 5 (0.2)      | 0 (0)        | 0 (0)        | 0 (0)        | 0 (0)        | 5 (0.2)      | 23 (0.91)    | 91 (3.58)    | 570 (22.44)  |
| 出典：BBC Weather      |              |              |              |              |              |              |              |              |              |              |              |              |              |

## 歴史
ドイツ植民地時代の1912年にドイツ領東アフリカ政府により、ゴゴ族の土地では3つ目の役所（boma）として建設された。ドイツ領東アフリカ政府が建設を続けていた中央鉄道において、始発の当時の首都であるダルエスサラームと1912年に開通したタボラとの中間地点にあたる。この中央鉄道はその後1914年にキゴマまで開通した。

## 交通

### 空港
- ドドマ空港（英語版）

### 鉄道
- タンザニア中央鉄道（英語版）

### 道路
- A104 Tunduma- Namanga
- B129 Morogoro - Manyoni

## 教育
タンザニア・セント・ジョーンズ大学・ドドマ大学の2つの大学がドドマ市内に存在している。

## 出身人物
- ジュマ・イカンガー（マラソン選手）
- フクウェ・ザウォセ（ミュージシャン）